# Fränkische Alb
De Fränkische Alb, ook wel Fränkischer Jura, Frankenalb of Frankenjura genoemd, is een middelgebergte in Beieren, Duitsland. Het gebied ligt tussen de rivieren de Donau in het zuiden en de Main in het noorden. Het gebied heeft een oppervlakte van 7053,8 km² groot en de hoogste toppen zijn meer dan zeshonderd meter hoog.
In het noorden van het middelgebergte ligt het gebied Fränkische Schweiz. Het middelste deel van het middelgebergte, de Oberpfälzer Jura, ligt in het historische Vorstendom Opper-Palts en het tegenwoordige Regierungsbezirk Oberpfalz en wordt in de toerismebranche ook wel Bayerischer Jura (Beierse Jura) genoemd. De Oberpfälzer Jura grenst aan het Nürnberger Land en het Oberpfälzisch-Obermainisches Hügelland en ligt ten noordwesten van de stad Regensburg.
Door het zuiden van de Fränkische Alb lopen de rivier de Altmühl en het Main-Donaukanaal. Het dal van de Altmühl ligt in het nationaal park Naturpark Altmühltal.

## Oorsprong van de naam
Vermoedelijk komt het woord Alb van het Latijnse Montes Albi, witte bergen, maar het kan ook zijn dat het woord van Keltische oorsprong is, met de betekenis: bergweide.